# Eddie Barth
Eddie Barth (Philadelphia (Pennsylvania), 29 september 1931 - Los Angeles, 28 mei 2010) was een Amerikaans film- en televisieacteur en stemacteur. Hij speelde onder andere in Babe: Pig in the City, Fame en Murder, She Wrote.

## Films
- Babe: Pig in the City
- The Amityville Horror
- Shaft
- Bananas
- Osmosis Jones
- Rover Dangerfield
- Born in East L.A.
- Fame

## Televisie
- Civil Wars
- Rich Man, Poor Man
- Shaft (televisieserie)
- Simon & Simon
- Doctor Doctor
- Night Court
- Murder, She Wrote